# Greysteel
Greysteel (Iers: Glás Stíl) is een plaats in het Noord-Ierse County Londonderry.
Greysteel telt 1224 inwoners.
Van de bevolking is 2,9% protestant en 96,6% katholiek.